# Милоје Јелисијевић
Милоје В. Јелисијевић (Влакча код Крагујевца, 1876 — Београд, 1938) биo је aртиљеријски бригадни генерал, редовни професор на Војнoj Академији, војни писац и троструки носилац Карађорђеве звезде са мачевима.

## Биографија
Рођен је 1876. године у селу Влакча, у свом завичају, тада срез јасенички, на 25 километра северно од Крагујевца. Рођен је у породици Илић, касније је промениo презиме у Јелисијевић. . Основну школу завршио је у родном месту. После седам разреда гимназије у Крагујевцу, постаје питомац XXIX класе Ниже школе Војне академије. Из ове класе, која је изнедрила Србији толико будућих јунака Балканских ратова и Великог рата, изашао је као пешадијски поручник. Почео је радити као командир вода у XX пешадијском пуку, а 1904., постао је командир чете у XIV пуку. Две године касније, постао је топограф у Географском одељењу Генералштаба. Већ као млад официр, Јелисијевић је био високо цењен код својих претпостављених због своје присебности, храбрости и енегичности, коју је поседовао.
Балканске ратове започео је као капетан I класе и био је командaнт II чете II батаљона у V прекобројном пуку, у Ибарској војсци и после топограф III армије. Као командир друге чете Прекобројног пука, у неколико окршаја, показао је храброст која је задивљавала тадашње београдске листове. Војници којимa је командовао истакли су се у крвавим борбама на Брегалници, у војном дневнику Јелисијевићa претпостављеног за сада већ мајора, пише да није било задатка које није био стању да изврши заједно са својим официрима и војницима.
У Првом светском рату, као енергичан српски старешина, учествује у свим борбама: код Лознице, Крупња, на Ади Курјачици, а нарочито на Баставском брду, где је непријатељ сломљен отпором пука и приморан на одступање. Затим у свим борбама на Гучеву од 11. септембра до 22. новембра 1914. године, а нарочито на коти 708. Нарочито се истакао као командант тог пододсека у одбијању напада 1., 2. и 3. октобра текуће године у којима је непријатељ одбијен са огромним губицима, напослетку у четвородневном нападу на Кик од 20. до 23. новембра 1914. године, где је непријатељски отпор дефинитивно сломљен и натеран у одступање. Приликом гоњења непријатеља од 24. октобра до 2. децембра посебно се показао приликом успешног ноћног напада 25. / 26. новембра на Човку, затим у нападу на Петров гроб, имао је видну улогу да сломи задњи отпор непријатељских заштитних делова. На Солунском фронту једно време је био командант чувеног Другог пешадијског пука „Књаз Михаило”, много познатијег под називом Гвоздени пук. Био је осми по реду ратни командант, од њих четрнаест колико је командовало овом најчувенијом српском јединицом из Ослободилачких ратова. Престонаследник Александар Карађорђевић за Милоја ће изјавити да је то официр којег његови војници разумеју, а да он своје војнике познаје у душу.
На Церу се друга чета Прекобројног пука на челу са Милојем Јелисијевићем значајно истакла. Сећања Милојевог војника Гвоздена Миловановића из Багрдана говоре о томе.
,,Када смо августа месеца 1914. године били на падинама Цера, пук се зауставио, а мој командир Милоје Јелисијевић наредио ми је да изађем до врха брда и да видим да ли тамо има непријатеља. Кренуо сам одмах, али десно од мене приметих два војника са једним митраљезом. Прикључим се војницима и заједнички смо са извесним растојањем грабили према врху. Када смо били скоро на врх брда, осетих неки шум и приметих два до три непријатељска војника. Како сам ја био најстарији од нас тројице, јер сам био каплар рекох друговима да брзо отворимо ватру на непријатеља али најпре само са два – три метка да бисмо установили њихову снагу. Чим смо отворили ватру, појавио се читав вод непријатељских војника па сам командовао – брза паљба. Тада се појавила велика група војника према мојој процени једна чета. Ова два друга предложили су ми да одступимо али ја рекох да то не смемо ни по коју цену учинити већ да се морамо до краја борити. За нас је било врло критично стање јер смо били на отвореном пољу, чим је наш митраљез почео дејство.“
Одмах је стигла и јединица предвођена Милојем, који је честитао на храбрости Гвоздену и друговима, а затим наредио даље гоњење непријатеља. Сутрадан Гвозден је у извидницу и видео код једне цркве шест обешених српских војника. Када је обавестио Милоја, он је послао наредника и три војника да ово утврде и да свима објаве каква зверства врши непријатељ. Тада је Јелисијевић почео да пише и из тог писанија изродиће се многа документована и значајна дела о војним операцијама из Балканских ратова и Великог рата. Више година сарађивао је у војном часопису Ратник и Документима о учитељском националном раду у прошлости. Био је један од руководилаца на изради зборника, документа Велики рат Србије за ослобођење и уједињење Срба, Хрвата и Словенаца I - XXXI (1924-1939), и др.
Пуковник је постао 1920., а бригадни генерал 1925. године. Након окончања ратних сукоба, био је: командант Далматинских трупа до фебруара 1919. године, па командант XXXIII пешадијског пука, Јадранске, па Дринске пешадијске бригаде, помоћник команданта Дринске дивизијске области и редовни професор предмета Ратна служба и Служба веза на Војној Академији. Од 1928. до смрти био је вршилац дужности начелника Историјског одељења Главног генералштаба. Бригадни генерал Милоје В. Јелисијевић је био троструки носилац Карађорђеве звезде и многих других војних одликовања. Од војних, историјских дела се истичу: „Поменик Тимочке дивизије“, „Колубарска битка“, „Заузеће Кајмакчалана и његов значај“ и „Пробој Солунског фронта 1918.“.
Преминуо је у Београду 20. маја 1938. године, а сахрањен је на београдском Новом гробљу.

## Лични живот
Од 1907. био је ожењен Љубицом, кћерком Боже Драгићевића, окружног ветеринара из Ниша. Имао је сина Мирослава, који је умро као беба, и кћери Љубицу и Оливеру. Свој родни крај није никад заборавио. био је један од оснивача Удружења Влакчана у Београду. Покренуо је преко удружења да се у Влакчи изгради сеоски водовод, који ће његови Влакчани сами изградити.